# هلموت برگفلدر
هلموت برگفلدر (انگلیسی: Helmut Bergfelder؛ زادهٔ ۲۱ نوامبر ۱۹۴۶) بازیکن فوتبال اهل آلمان است.
از باشگاه‌هایی که در آن بازی کرده‌است می‌توان به باشگاه فوتبال اس‌سی فورتونا کلن و باشگاه فوتبال کلن اشاره کرد.